# Nagoya Oceans 2013-2014
La pagina raccoglie i dati riguardanti il Nagoya Oceans, squadra di calcio a 5 giapponese, nelle competizioni ufficiali della stagione 2013-2014.

## Rosa
| N° | Naz.                                       | Ruolo      | Sportivo                 | Anno     |  |  |
| -- | ------------------------------------------ | ---------- | ------------------------ | -------- |  |  |
| 1  | Giappone (bandiera)                        | Portiere   | Hisamitsu Kawahara       | 24.11.78 |  |  |
| 2  | Brasile (bandiera)                         | Ultimo     | Marquinho                | ?        |  |  |
| 3  | Giappone (bandiera)                        | Ultimo     | Wataru Kitahara          | 02.08.82 |  |  |
| 4  | Brasile (bandiera)                         | Ultimo     | Rafael Sakai             | 01.06.83 |  |  |
| 5  | Giappone (bandiera)                        | Ultimo     | Hoshi Ryuta              | 01.06.87 |  |  |
| 6  | Giappone (bandiera)                        | Pivot      | Mori Shuta               | 21.10.82 |  |  |
| 8  | Brasile (bandiera) · Giappone (bandiera)   | Pivot      | Rafael Henmi             | 30.07.92 |  |  |
| 9  | Perù (bandiera) · Giappone (bandiera)      | Pivot      | Kaoru Morioka            | 07.04.79 |  |  |
| 10 | Giappone (bandiera)                        | Universale | Kenichiro Kogure         | 11.11.79 |  |  |
| 11 | Giappone (bandiera)                        | Universale | Hatakeyama Bruno Takashi | 25.10.84 |  |  |
| 12 | Argentina (bandiera) · Giappone (bandiera) | Universale | Matías Hernán Mayedonchi | 18.02.89 |  |  |
| 13 | Giappone (bandiera)                        | Laterale   | Tomoaki Watanabe         | 29.04.86 |  |  |
| 14 | Portogallo (bandiera)                      | Pivot      | Pedro Costa              | 18.12.78 |  |  |
| 15 | Giappone (bandiera)                        | Pivot      | Yoshifumi Maeda          | 25.04.77 |  |  |
| 20 | Giappone (bandiera)                        | Portiere   | Ishiguro Hirohisa        | 09.05.86 |  |  |